# 西郭城镇
西郭城镇，是中华人民共和国河北省邢台市巨鹿县下辖的一个乡镇级行政单位。 区域面积37.18平方千米。

## 行政区划
西郭城镇下辖以下地区：
西郭城村、东郭城村、进虎寨村、马家营村、吕家庄村、大张庄村、小张庄村、河北庄村、南盐池村、北盐池村、小韩寨村和柳洼村。